# Taphios
Taphios (altgriechisch Τάφιος Táphios) ist in der griechischen Mythologie ein Sohn des Poseidon und der Hippothoe, der Tochter des Mestor.
Als Anführer der Taphier bzw. Teleboer kämpfte Taphios gegen König Elektryon von Mykene, dessen Rinderherde von Pterelaos geraubt worden war. Dabei wurden acht der neun Söhne des Elektryon getötet. Der thebanische Heerführer Amphitryon besiegte schließlich Pterelaos und eroberte die Taphischen Inseln.